# Nimio de Anquín
Nimio de Anquín (1896–1979) va ser un escriptor tomista i polític feixista argentí. Buscant combinar els models europeus de feixisme amb la seva pròpia vinculació a l'Església catòlica va liderar diversos moviments i durant un temps va tenir un fort seguiment. Posteriorment, però, va perdre influència política i la seva vida posterior es va centrar principalment en la seva carrera acadèmica.

## Primers anys
Originari de Còrdova, Argentina, De Anquín va estudiar dret a la Universitat Nacional de Còrdova. Finalitzats els seus estudis a l'Argentina, va viatjar a Alemanya per estudiar filosofia amb Ernst Cassirer. A Europa va desenvolupar el seu interès per la política i esdevingué seguidor de les idees de Charles Maurras després d'entrar en contacte amb la seva obra. Aviat De Anquín va intentar desenvolupar les seves pròpies idees polítiques buscant combinar el tomisme amb el hegelianisme, el que el va portar a demanar un estat nacionalsindicalista.

## Líder feixista
Va ser fundador de l'Institut Sant Tomàs d'Aquino de Còrdova, Argentina el 1929 i aquest grup es vincularia al Partit Feixista Argentí. L'any 1934 es va incorporar al Feixisme Argentí de Córdoba (Camises blaves). L'any següent ja havia pres el relleu com a líder del grup, que aleshores havia canviat el seu nom pel de Front de Forces Feixistes el 1935. Diversos grups es van fusionar el 1936 per emergir com la Unió Nacional Feixista sota el lideratge de De Anquin. Un gran admirador de Benito Mussolini i del feixisme italià, va argumentar que el nacionalisme argentí hauria de seguir el model italià buscant mobilitzar el suport de masses, però que la versió domèstica del feixisme hauria de posar un èmfasi més fort en la centralitat del catolicisme a la identitat nacional que els seus homòlegs europeus.
Tanmateix, a De Anquín li va costar liderar el moviment feixista davant l'oposició. L'any 1934 va ser suspès com a professor al Col·legi Nacional de Montserrat, a Còrdova, a causa de la violència del seu moviment. La violència va continuar, però, fins que va començar la repressió activa a finals de 1936 quan va intentar obligar els estudiants universitaris a signar una carta de suport a Francisco Franco. El 1939, la Unió Nacional Feixista estava efectivament moribunda.

## Anys posteriors
Amb el seu moviment desaparegut, De Anquín va tornar a donar conferències, inicialment a la seva ciutat natal i després a Santa Fe. No va abandonar del tot la política, però, i es va relacionar amb les revistes Sol y Luna i Nueva Politica i, d'una manera més religiosa, amb el grup d'intel·lectuals al voltant de Marcelo Sánchez Sorondo. També va escriure en elogis a Adolf Hitler afirmant el 1941 que «per l'obra del gran Hitler, el liberalisme i la mala democràcia han mort». Va continuar escrivint sobre qüestions polítiques fins al final de la seva vida, inevitablement centrant-se en els seus dos temes preferits: el nacionalisme militant i l'antidemocràcia.